# اولکساندرا گریداسوا
اولکساندرا گریداسوا (اوکراینی: Олександра Сергіївна Грідасова؛ زادهٔ ۵ ژوئیهٔ ۱۹۹۵) ژیمناست ریتمیک اهل اوکراین است.
وی همچنین برندهٔ جوایزی همچون نشان شاهدخت اولگا شده‌است.